# Nowogard
Nowogard là một thị trấn thuộc huyện Goleniowski, tỉnh Zachodniopomorskie ở tây-bắc Ba Lan. Thị trấn có diện tích 12 km². Đến ngày 1 tháng 1 năm 2011, dân số của thị trấn là 16816 người và mật độ 1352 người/km².